# روي سميث (سياسي)
روي سميث (بالإنجليزية: Roy Smith)‏ هو عامل كهربائي وسياسي أسترالي، ولد في 1953، وتوفي في 31 يوليو 2010 في أستراليا. حزبياً، نشط في Shooters, Fishers and Farmers Party ‏. في 2007 New South Wales state election ‏، انتخب عضو المجلس التشريعي نيو ساوث ويلز (24 مارس 2007 – 31 يوليو 2010).